# 明星大偵探 第二季
《明星大偵探》第二季，是一檔中国大陆湖南廣播電視臺旗下網路平台芒果TV推出的明星推理综艺节目，该节目创意来源于韩国JTBC的综艺《Crime Scene 犯罪现场》，因此第一季时有韩国综艺团队的编剧和导演到现场指导。
第二季于2017年1月13日至4月14日，每週五中午12點播出。

## 節目形式
每期节目共有六位明星玩家，分别在剧情中扮演为侦探和嫌疑人两种角色。侦探需进行案件分析与侦查，其余五位嫌疑人中隐藏着一名兇手，只有兇手可說謊。玩家需在场景内寻找线索指认真凶，成功找到真正的凶手後，玩家便能获胜。
遊戲設置偵探酬金，每期抽出角色卡時，每位玩家将获得一根金条，如果真凶逃脱则真凶获胜，其余玩家将所有金条交给真凶。如果果抓住真凶，则投票正确的玩家保留金条，侦探若两次都投对则可额外获得一根金条，其余玩家需归还金条。

### 游戏环节
不在场证明阐述
五名嫌疑人分别阐述自己的不在场证明。
第一轮

现场搜证：六名玩家分为两组轮流取证，限时十分钟，每人可拍摄十张照片。
第一次集中推理：根据搜集到的证据完成推理，完成后侦探需要非公开投出第一票。
第二轮

现场搜证：六名玩家集体进入现场取证，中途侦探可以单独提审嫌疑人。

第二次集中推理：两轮搜证后，六名玩家集中总结推理思路。
第三轮

现场搜证：每位玩家有三分钟单独搜证，但不可与其他玩家分享。
单独投票

六名玩家进行非公开单独投票，得票最多的玩家则被指控进笼。

## 參演嘉賓

### 固定玩家
| 姓名   | 年齡          | 参与期数 | 綽號                               | 備註                |
| ------ | ------------- | -------- | ---------------------------------- | ------------------- |
| 撒貝寧 | 1976年3月23日 | 全季     | 狗頭偵探 福爾摩撒 雙北CP 撒柯基    | 偵探編號001「狗頭」 |
| 何炅   | 1974年4月28日 | 全季     | 搜證王 金條王 雙北CP 何泰迪 何三歲 | 偵探編號002「小幺」 |

### 常驻玩家
| 姓名   | 年齡           | 参与期数                          | 綽號                                            |
| ------ | -------------- | --------------------------------- | ----------------------------------------------- |
| 白敬亭 | 1993年10月15日 | 前戲篇、新春特别篇、1-5、7、9、12 | 狄仁白 工藤新白 背锅俠 注孤生 白薩摩 白RAP 白譜 |
| 吴映洁 | 1989年8月11日  | 1、4、6-8、11-12                  | 搜證王 警犬/犬王/搜證犬 開鎖王/鎖匠             |
| 魏大勋 | 1989年4月12日  | 1、4、7-8、11-12                  |                                                 |
| 王鷗   | 1982年10月28日 | 前戲篇、3-6                       | 貓眼偵探 直覺女神                               |
| 杨蓉   | 1981年6月3日   | 1、7-10                           |                                                 |

### 飞行玩家
| 姓名   | 簡介                         | 参与期数          |
| ------ | ---------------------------- | ----------------- |
| 林依晨 | 台湾女演員、歌手             | 前戏篇、3         |
| 董力   | 中國擊劍運動員、歌手、演員   | 前戏篇、3         |
| 大张伟 | 中國內地男歌手、演員、主持人 | 新春特别篇、2、10 |
| 陈意涵 | 台湾女演員                   | 新春特别篇、2     |
| 林柏宏 | 台灣演員、歌手與主持人       | 3                 |
| 乔振宇 | 中國內地男演員               | 5-6               |
| 薛之谦 | 中國內地男歌手、演員         | 8                 |
| 苏有朋 | 台湾男歌手、演員、导演       | 9                 |
| 孙怡   | 中國內地女演員               | 10                |
| 沙溢   | 中國內地男演員               | 11                |
| 魏晨   | 中國內地男歌手、演員         | 11                |
| 夏之光 | 中國內地男歌手、演員         | 11                |
| 黄磊   | 中國內地男演員、导演、制作人 | 12                |

## 節目列表
| 期數       | 播出日期 （2017年） | 主題               | 受害人（NPC）    | 出演人物及角色                              | 出演人物及角色                                                                            | 最终结果                       | 来源          |
| 期數       | 播出日期 （2017年） | 主題               | 受害人（NPC）    | 侦探                                        | 其他玩家                                                                                  | 最终结果                       | 来源          |
| ---------- | ------------------- | ------------------ | ---------------- | ------------------------------------------- | ----------------------------------------------------------------------------------------- | ------------------------------ | ------------- |
| 前戲篇     | 1月13日             | 名侦探的归来       | 甄老師           | 白敬亭 王鸥 林依晨 董力                     | 本期的主持人 何炅 撒贝宁                                                                  | 不適用                         | [ 4 ] [ 3 ]   |
| 01         | 1月20日             | 公主嫁到           | 甄公主           | 白侠客（白敬亭）                            | 炅先生（何炅） 撒太子（撒贝宁） 蓉宫女（杨蓉） 鬼侧妃（吴映洁） 魏将军（魏大勋）          | 結果 檢舉失敗 兇手：撒太子     | [ 5 ]         |
| 新春特别篇 | 1月27日             | 大侦探的年夜饭     | 不適用           | 何炅、撒贝宁、白敬亭 王嘉尔、大张伟、陈意涵 | 何炅、撒贝宁、白敬亭 王嘉尔、大张伟、陈意涵                                               | 不適用                         |               |
| 02         | 2月3日              | 唐人街传奇         | 甄导游           | 撒精英（撒贝宁）                            | 何中醫（何炅） 白厨神（白敬亭） 王游客（王嘉尔） 大果王（大张伟） 陈街花（陈意涵）        | 結果 檢舉失敗 兇手：何中醫     | [ 6 ]         |
| 03         | 2月10日             | 午夜列车           | 甄富商 海乘客    | 何乘客（何炅） 林乘务（林柏宏）             | 撒乘客（撒贝宁） 白乘客（白敬亭） 鸥乘务（王鸥） 林乘客（林依晨） 董乘客（董力）          | 結果 檢舉失敗 兇手：白乘客     | [ 7 ]         |
| 04         | 2月17日             | 博物馆奇妙夜       | 甄馆长           | 鬼邻居（吴映洁）                            | 何小哥（何炅） 撒幹事（撒贝宁） 白小爺（白敬亭） 鸥神秘（王鸥） 魏保安（魏大勋）          | 結果 檢舉成功 兇手：魏保安     | [ 8 ]         |
| 05         | 2月24日             | 週五見             | 甄花旦           | 王八卦（王嘉尔）                            | 何美男（何炅） 撒微笑（撒贝宁） 白Rap（白敬亭） 鸥记者（王鸥） 乔学生（乔振宇）           | 結果 檢舉成功 兇手：鸥记者     | [ 9 ]         |
| 06         | 3月3日              | 2046               | 甄天才           | 鸥警卫（王鸥）                              | 何完美（何炅） 撒助理（撒贝宁） 鬼测试（吴映洁） 王科学（王嘉尔） 乔搬运（乔振宇）        |                                | [ 10 ]        |
| 07         | 3月10日             | 恐怖童谣 ·上卷     | 甄公爵           | 撒猎人（撒贝宁）                            | 何律师（何炅） 白邮差（白敬亭） 鬼夫人（吴映洁） 魏管家（魏大勋） 蓉大小姐（杨蓉）        | 結果 檢舉成功 兇手：白邮差     | [ 11 ]        |
| 08         | 3月17日             | 恐怖童谣 ·下卷     | 白邮差（白敬亭） | 撒猎人（撒贝宁）                            | 何律师（何炅） 鬼夫人（吴映洁） 魏管家（魏大勋） 蓉大小姐（杨蓉） 薛猎人（薛之谦）        |                                | [ 12 ]        |
| 09         | 3月24日             | 绝望的主妇         | 甄主妇           | 何乘客（何炅）                              | 撒拉拉（撒贝宁） 白保险（白敬亭） 王肌肉（王嘉尔） 蓉瑜伽（杨蓉） 苏前台（苏有朋）        | 結果 檢舉成功 兇手：苏前台     | [ 13 ]        |
| 10         | 3月31日             | 花田醉             | 甄富贵           | 蓉大奶奶（杨蓉）                            | 何二月（何炅） 撒班主（撒贝宁） 王酒王（王嘉尔） 大徒弟（大张伟） 怡夫人（孙怡）          | 結果 檢舉成功 兇手：大徒弟     | [ 14 ]        |
| 11         | 4月7日              | 疯狂的马戏团       | 甄魔术           | 魏游客（魏大勋） 光光助理（夏之光）         | 何糖糖（何炅） 撒岛民（撒贝宁） 鬼小丑（吴映洁） 晨歌手（魏晨） 沙教授（沙溢）            | 結果 檢舉失敗 兇手：鬼小丑     | [ 15 ]        |
| 12         | 4月14日             | 收官派对 （上/下） | 小盒子（何忱）   | 不適用                                      | 炅炅（何炅） 撒撒（撒贝宁） 鬼鬼（吴映洁） 白白（白敬亭） 魏什么（魏大勋） 黄老师（黄磊） | 結果 檢舉失敗 兇手：炅炅、撒撒 | [ 16 ] [ 17 ] |